# Стара Луплянка
Стара Луплянка (пол. Stara Łuplanka) — село в Польщі, у гміні Міхалово Білостоцького повіту Підляського воєводства.
Населення — 48 осіб (2011).
У 1975-1998 роках село належало до Білостоцького воєводства.

## Демографія
Демографічна структура станом на 31 березня 2011 року:
|          | Загалом | Допрацездатний вік | Працездатний вік | Постпрацездатний вік |
| -------- | ------- | ------------------ | ---------------- | -------------------- |
| Чоловіки | 19      | 2                  | 10               | 7                    |
| Жінки    | 29      | 1                  | 11               | 17                   |
| Разом    | 48      | 3                  | 21               | 24                   |